# إغناثيو تشيكو
إغناثيو تشيكو (بالإسبانية: Ignacio Chicco)‏ هو لاعب كرة قدم أرجنتيني في مركز حراسة المرمى، ولد في 30 يونيو 1996 في Brinkmann, Córdoba ‏ في الأرجنتين. لعب مع نادي أتليتيكو كولون.

## وصلات خارجية
- إغناثيو تشيكو على موقع قاعدة بيانات كرة القدم.إي يو (الإنجليزية)
- إغناثيو تشيكو على موقع Soccerway.com (الإنجليزية)